# Sally Kornbluth
Sally Ann Kornbluth (Paterson, Nueva Jersey, 1961) es una bióloga celular y administradora académica estadounidense. Actualmente ejerce como la decimoctava presidenta del Instituto de Tecnología de Massachusetts desde enero de 2023.
Kornbluth anteriormente se desempeñó como rector de la Universidad de Duke entre 2014 y 2022. También ocupó el cargo de vicedecana de ciencias básicas en la Facultad de Medicina de la Universidad de Duke entre 2006 y 2014.

## Biografía
Kornbluth nació en Paterson, Nueva Jersey y se crio en Fair Lawn, Nueva Jersey.Su padre, George, era contabley su madre, Marisa Galvany, era cantante de ópera.
Kornbluth se licenció en Humanidades (Bachelor of Arts), con una especialización en ciencia política de Williams College en 1982. Pues, en 1984, obtuvo una Licenciatura en Ciencias (Bachelor of Science) con una especialización en genética de Emmanuel College, Cambridge. Recibió un doctorado (PhD) en oncología molecular de Rockefeller University en 1989.
Mientras estudiaba en Emmanuel College, Cambridge, era becaria del Herchel Smith Scholarship. Durante sus estudios en Rockefeller University, trabajó en el laboratorio de Hidesaburo Hanafusa.Realizó su formación postdoctoral con John Newport en la Universidad de California, San Diego.

## Carrera
Kornbluth se convirtió en miembro del profesorado de la Universidad de Duke en 1994. Ocupó el cargo de vicedecana de ciencias básicas en la Escuela de Medicina de la Universidad de Duke entre 2006 y 2014.Sus investigaciones se centran en el crecimiento celular, la muerte celular programada, y en como las células cancerosas evaden apoptosis.También se interesa en el papel de la muerte celular programada en la regulación de la fertilidad feminina en vertebrados, por un mecanismo regulado por caspase-2.
Mientras trabajaba en la Universidad de Duke recibió el Premio de Tutoría de Investigación en 2012 y el Premio Profesor Distinguido de la Asociación de Alumnados de la Facultad de Medecina de la Universidad de Duke en 2013. Fue elegida miembro del Instituto de Medicina en 2013.
En 2014 se seleccionó Kornbluth para la posición de rector (Provost) de la Universidad de Duke, fue la primera mujer en ejercer este cargo.Durante su tiempo en esta posición, presidió una transición en la dirección de la universidad, en la que decanas se convirtieron en la mayoría.Es defensora de la educación en artes liberales y afirma que su propia experiencia en Williams College, una universidad de artes liberales, la condujo hacia una carrera en las ciencias.Es también defensora de la educación virtual como impulsor para la innovación pedagógica.
En su capacidad de Presidenta del Consejo de Administración de la Universidad de Duke, Kunshan,Kornbluth presidió el nombramiento de Al Bloom como el Vicerrector Ejecutivo (Executive Vice Chancellor) de la nueva institución en 2020, y la creación del Instituto de Investigaciones WHU-Duke en 2014.
En 2022, Kornbluth fue nombrada la decimoctava presidenta del Instituto de Tecnología de Massachusetts, sucediendo en este cargo L. Rafael Reif.
Tras el ataque liderado por Hamás contra Israel del 7 de octubre de 2023, Kornbluth y otros presidentes de universidades fueron criticados por no haber tratado con el antisemitismo en sus instituciones, y por no haber condenado de forma adecuada los ataques.En una audiencia congresional de diciembre de 2023, Kornbluth y los presidentes de la Universidad de Pensilvania y de la Universidad de Harvard testificaron sobre el antisemitismo en sus universidades.La congresista neoyorquina Elise Stefanik, afiliada con el Partido Republicano, la preguntó si llamamientos para un «genocidio de los judíos» son considerados 'acoso' por las políticas de la universidad.rsidad.

## Distinciones
- Academia Nacional de Medicina
- Academia Nacional de Inventores
- Academia Estadounidense de las Artes y las Ciencias

## Vida personal
Kornbluth está casada con Daniel Lew, el Profesor James B. Duke de Farmacología y Biología del Cáncer de la Facultad de Medicina de la Universidad de Duke.La pareja tiene dos hijos.Kornbluth es judía.